# La RiSCOPERTA
『la RiSCOPERTA』（ラ・リスコペルタ）は2018年10月10日に発売されたKAN2作目の弦楽四重奏によるセルフカバー・アルバム。

## 概要
昨年発表の『la RINASCENTE』に続く1年7か月ぶりのセルフカバー・アルバム。
所属レコード会社のYouTube公式チャンネルにトレイラー映像がアップロードされ、KANが頭を悩ませながら採譜する様子・レコーディングの模様を追ったものとなっている。

## 収録曲
全曲　作詞・作曲・編曲：KAN（特記以外）
ジョン・レノン&ポール・マッカートニー（6）／ビリー・ジョエル（8）
1. l'Addestramento dell'Arrangiamento
2. カレーライス
3. 50年後も
4. Happy Time Happy Song
5. 永遠
6. Back in the U.S.S.R.
7. サンクト・ペテルブルグ
8. Lullabye（Goodnight, My Angel）
9. 君はうるさい
10. 今年もこうして二人でクリスマスを祝う